# 胡良河
胡良河是北京地区的一条河流，为拒马河的支流。
发源于房山区南尚乐乡云居寺附近，上段又称泉水河，分南北两支。在河北省诼州市贾河村汇合后称胡良河。年流量约1.1立方米／秒。